# Rybka (literatura)
Rybka – w poezji może oznaczać:
- Dosłowne tłumaczenie tekstu poetyckiego sporządzane przez filologa na potrzeby poety, dokonującego przekładu artystycznego utworu napisanego w języku, którego sam nie zna.
- Niekiedy zupełnie bezsensowny tekst, odpowiadający ściśle pod względem rytmu oryginałowi utworu poetyckiego, przedstawiany tłumaczowi lub kompozytorowi muzyki dla zaznajomienia go z metrum przekładanego tekstu[1].